# Stella Rutto
Stella Jepkosgei Rutto (* 12. Dezember 1996 in Kenia) ist eine kenianisch-rumänische Leichtathletin, die sich auf den Hindernislauf spezialisiert hat und seit Juni 2024 international für Rumänien startberechtigt ist.

## Leben
Stella Jepkosgei Rutto wurde in Kenia geboren und zog 2019 nach Rumänien. Seit Mai 2021 ist sie im Besitz der rumänischen Staatsangehörigkeit und seit dem 1. Juni 2024 ist sie international für dieses Land startberechtigt.

## Sportliche Laufbahn
Erste sportliche Erfahrungen sammelte Stella Rutto im Jahr 2012, als sie für Kenia bei den Juniorenweltmeisterschaften in Barcelona in 9:50,58 min die Bronzemedaille im 3000-Meter-Hindernislauf gewann. Im Jahr darauf gewann sie bei den erstmals ausgetragenen Jugendafrikameisterschaften in Warri in 6:30,00 min die Silbermedaille über 2000 m Hindernis und 2015 siegte sie in 10:22,47 min bei den Juniorenafrikameisterschaften in Addis Abeba über 3000 m Hindernis. In den folgenden Jahren bestritt sie nur vereinzelt Wettkämpfe, ehe sie ab 2019 plante, für Rumänien an den Start zu gehen. Dafür durfte sie mehrere Jahre an keinen internationalen Meisterschaften teilnehmen. 2024 siegte sie in 9:39,57 min beim Kip Keino Classic und im Juni belegte sie bei den Europameisterschaften in Rom für Rumänien in 9:22,36 min den vierten Platz. Anschließend kam sie bei den Olympischen Sommerspielen in Paris mit 9:31,23 min nicht über den Vorlauf hinaus. Im Jahr darauf siegte sie in 8:59,45 min über 3000 Meter bei den Balkan-Hallenmeisterschaften in Belgrad und im April wurde sie bei den Straßenlauf-Europameisterschaften in Löwen in 33:19 min 41. über 10 km.
2023 wurde Rutto rumänische Hallenmeisterin im 3000-Meter-Lauf. Zudem wurde sie 2024 Landesmeisterin im 10-km-Straßenlauf.

## Persönliche Bestleistungen
- 3000 Meter: 8:47,36 min, 5. Juli 2022 in Cork
  - 3000 Meter (Halle): 8:59,34 min, 15. Februar 2025 in Belgrad
- 5000 Meter: 15:06,93 min, 2. Juni 2022 in Montreuil
- 10.000 Meter: 32:34,28 min, 7. Mai 2024 in Târgu Jiu
- 10-km-Straßenlauf: 32:04 min, 25. September 2022 in Brașov
- 2000 m Hindernis: 6:14,76 min, 19. Mai 2024 in Jerusalem (nationale Bestleistung)
- 3000 m Hindernis: 9:22,36 min, 9. Juni 2024 in Rom